# コムシスエンジニアリング
コムシスエンジニアリング株式会社は主として通信の工事を請け負う情報通信建設会社である。
日本コムシス株式会社の連結子会社であり、日本コムシスグループの一員である。

## 事業所
- 本社　東京都杉並区高円寺（登記上の本店兼ねる）
- 事業所（線路・土木工事）　東京都足立区、東京都世田谷区、東京都八王子市、神奈川県相模原市

## 主な建設事業
- 光ファイバーのFTTH網、FTTB網やメタリックケーブルのADSL網ISDN網などの通信線路工事(NTT東日本等)の現場調査、設計、建柱、敷設、接続、試験等
- インターネット、イーサネット(LAN)、イントラネット、VPNの接続、設定、構築、050IP電話やひかり電話などのVoIP(SIP端末)、CATVやひかりTVなどの映像配信サービス工事の保守
- 通信ケーブルを収容するマンホール、ハンドホールや洞道、地下管路の敷設、都市部における電線共同溝（C.C.BOX）や情報BOXの築造を行う通信土木工事および下水道工事における非開削工法（エースモール工法）やエースモールマシン等のメンテナンスなどを行う通信土木工事
- 鉄塔工事(NTTドコモ等)のコンサルティング、設計、施工
- 電話機やファックスなどの端末機器及びPBXなどの建設、保守

## 沿革
- 1952年　中央電気通信建設(株)を設立
- 1955年　甲府出張所開設
- 1968年　栃木出張所開設
- 1986年　甲府出張所を甲府支店に昇格
- 1990年　栃木出張所を栃木支店に昇格
- 1999年　栃木支店閉鎖
- 1999年　日本コムシス(株)資本参加
- 2002年　杉並電業(株)を吸収合併
- 2002年　日本コムシス(株)の100%子会社になる
- 2002年　日豊建設工業(株)から営業譲受
- 2003年　通建機工(株)を吸収合併、資本金8,000万円
- 2003年　コムシステックの営業の一部を譲受
- 2004年　社名を中央・C(株)に変更
- 2006年　コムシスグループの施行体制再構築によりエリアの一部を吸収分割
- 2007年　社名をコムシスアドバンス(株)に変更
- 2010年　コムシスエンジニアリング(株)と合併し、社名をコムシスエンジニアリング(株)に変更

```
2010年
10月
コムシスアドバンス
(株)との合併の際、
コムシスアドバンス
(株)が存続会社として

コムシスエンジニアリング(株)を新社名とし、旧コムシスエンジニアリング(株)は
2010年
10月
をもって消滅したため、

上記は旧
コムシスアドバンス
(株)の沿革を記載しています。
```